# Szewczenko (przystanek kolejowy w obwodzie chmielnickim)
Szewczenko (ukr. Шевченко) – przystanek kolejowy w miejscowości Szewczenka, w rejonie chmielnickim, w obwodzie chmielnickim, na Ukrainie. Położony jest na linii Chmielnicki – Kamieniec Podolski – Kelmieńce.